# 巴瑤人
巴瑤人是東南亞海上的幾個南島族群的統稱。這些族群自稱為薩馬（Sama/Samah）、薩馬人（A'a Sama），而其它民族常稱之為巴喬（Bajau /ˈbɑːdʒaʊ, ˈbæ-/，也拼寫作 Badjao， Bajaw、Badjau、Badjaw、Bajo 或 Bayao，又譯作巴瑤）。 他們通常過著海上生活方式，使用小型木製帆船，如 perahu（Meranau語之layag）、djenging（balutu）、lepa 和 vinta（pilang）。 一些在沙巴的Sama-Bajau原住民族群也以其傳統之馬文化而聞名。
巴瑤族是菲律賓塔威塔威群島的主要族群。 它們也存在於蘇祿群島的其他島嶼、棉蘭老島的沿海地區和呂宋島北部的三描禮士、婆羅洲北部和東部、蘇拉威西島以及整個印度尼西亞東部島嶼。 在菲律賓，他們與宗教相似的摩洛人歸為一類。 由於棉蘭老島的衝突，許多菲律賓Sama-Bajau人遷居鄰近的沙巴和菲律賓北部島嶼。
巴瑤族有時被稱為“海上吉普賽人”（兒童經常在海邊的各種市場乞討貨幣）或“海上游牧民族”，這些詞彙也被用於具有相似傳統生活方式的非相關種族群體， 如緬泰丹老群島的莫肯人和蘇門答臘島東南部與印度尼西亞的廖內群島的羅越人。 現代巴瑤族群自早期居住區向外擴散似乎與海參海上貿易的發展有關。

## 参見
- 海上吉普賽人
- 巴瑤語
- 巴瑤語支

## 延伸閱讀
- François-Robert Zacot (2009). "Peuple nomade de la mer ,les Badjos d'Indonésie", éditions Pocket, collection Terre Humaine, Paris

## 外部連結
- Badjao Bridge - Providing educational opportunities for Badjao children in Dauis, Bohol （页面存档备份，存于）
- Born Again Badjao Church – A mission church to Badjaos living along the coastline of Batangas City, Philippines
- Tamu Besar, Kota Belud （页面存档备份，存于）
- "The Badjao people of Palawan Island" by Antonio Graceffo
- "Youtube- AWIT BADJAO"" （页面存档备份，存于）